# Calymmochilus
Calymmochilus is een geslacht van vliesvleugeligen uit de familie Eupelmidae. De wetenschappelijke naam van dit geslacht is voor het eerst geldig gepubliceerd in 1919 door Masi.

## Soorten
Het geslacht Calymmochilus omvat de volgende soorten:
- Calymmochilus delphinus Askew, 2004
- Calymmochilus dispar Boucek & Andriescu, 1967
- Calymmochilus longbottomi Gibson, 1998
- Calymmochilus longifasciatipennis (Girault, 1923)
- Calymmochilus marksae Boucek, 1988
- Calymmochilus nilamburicus Narendran, 1996
- Calymmochilus planus (Boucek, 1988)
- Calymmochilus russoi Gibson, 1995
- Calymmochilus scaposus (Boucek, 1988)
- Calymmochilus subnubilus (Walker, 1872)